# Reveille (Weckruf)

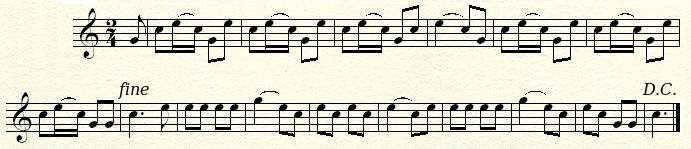
U.S. Version von „Reveille“

Das Hornsignal Reveille („Wecken“, von franz. réveiller: „aufwachen“) wird hauptsächlich in den Armeen Großbritanniens oder den USA als Weckruf gespielt.
Auch wenn es keine Belege dafür gibt, so wird doch vermutet, dass Joseph Haydn die britische Version von „Reveille“ komponiert oder zumindest die Entstehung davon begleitet hat. Haydn lebte und arbeitete in London, als unter der Regierung von König George III. gegen Ende des 18. Jahrhunderts die Entscheidung getroffen wurde, die Hornsignale in der gesamten britischen Armee und Flotte zu vereinheitlichen. Haydn dürfte diese Entscheidung kaum entgangen sein und er müsste, schon aufgrund seiner herausragenden Position bei Hofe darin involviert gewesen sein. Gestützt wird diese Hypothese durch die Tatsache, dass einige Hornsignale wie zum Beispiel „The Last Post“ und „First Post“ musikalisch sehr komplex sind. Außerdem wurden bei der Komposition sehr gekonnt musikalische Phrasen aus verschiedenen Regimentstraditionen übernommen und zusammengesetzt.
In der heutigen Zeit wird das Signal „Reveille“ in der Regel vom U.S.-Militär zum Sonnenaufgang gespielt. Dadurch variiert die exakte Zeit von Basis zu Basis. In der Regel wird zu diesem Signal die Flagge gehisst. An Bord von U.S.-Schiffen, beim U.S.-Marine Corps und der U.S.-Küstenwache wird die Fahne normalerweise vor 08:00 Uhr gehisst und dazu das Signal „To the colors“ („Zur Fahne!“) gespielt. Auf einigen U.S.-Basen ist es auch üblich, das Wecken mit einem Kanonenschuss zu begleiten.
An Tagen der Erinnerung an die Gefallenen der Kriege wird in Großbritannien und anderen Ländern des Commonwealth die Zeremonie oft mit „The Last Post“ begonnen und mit „Reveille“ beendet. Dies soll Tod und Auferstehung oder Sonnenuntergang und Sonnenaufgang symbolisieren. 
Im zivilen Bereich wird der Bezeichnung „Reveille“ in einigen Regionen Deutschlands (z. B. im Rheinland) für den Brauch verwendet, bei manchen traditionellen Volksfesten am Morgen des ersten Veranstaltungstages die Bevölkerung durch den Umzug einer Musikkapelle „zu wecken“ und zur Teilnahme am Fest einzuladen. Die dabei gespielten Musikstücke können ganz unterschiedlicher Art sein, es muss sich nicht um die beim Militär üblichen Signale handeln. 